# Lista odcinków serialu anime Golden Kamuy

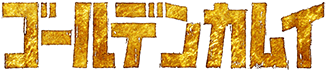
Logo serii

Artykuł zawiera listę wszystkich wyemitowanych odcinków telewizyjnego serialu anime Golden Kamuy, opracowanego na podstawie mangi autorstwa Satoru Nody. Za produkcję odpowiadało Geno Studio, reżyserem został Hitoshi Nanba, scenariusz napisał Noboru Takagi, a muzykę skomponował Kenichirō Suehiro.
Anime składa się z pięciu sezonów. Pierwszy sezon emitowano od 9 kwietnia do 25 czerwca 2018 na antenach Tokyo MX, ytv, STV i BS11. Drugi sezon był nadawany od 8 października do 24 grudnia tego samego roku. Emisja trzeciego sezonu rozpoczęła się 5 października i zakończyła 21 grudnia 2020.
Czwarty sezon został zapowiedziany w grudniu 2021. Za produkcję wykonawczą odpowiedzialne było studio Brain’s Base, zastępując studio Geno Studio. Shizutaka Sugahara pełnił funkcję głównego reżysera, Takumi Yamakawa zaprojektował postacie, natomiast Noboru Takagi powrócił jako scenarzysta. Premiera odbyła się 3 października 2022, jednak 7 listopada ogłoszono, że emisja odcinka siódmego i kolejnych zostanie opóźniona z powodu śmierci jednego z głównych członków ekipy produkcyjnej. Serial wznowiono 3 kwietnia 2023, zaczynając od reemisji sześciu pierwszych odcinków czwartego sezonu. Ostatni odcinek wyemitowano 26 czerwca 2023. Piąty i ostatni sezon anime został zapowiedziany w czerwcu 2023.

## Przegląd serii
| Sezon | Sezon | Odcinki | Premiera serii      | Finał serii     |
| ----- | ----- | ------- | ------------------- | --------------- |
|       | 1     | 12      | 9 kwietnia 2018     | 25 czerwca 2018 |
|       | 2     | 12      | 8 października 2018 | 24 grudnia 2018 |
|       | 3     | 12      | 5 października 2020 | 21 grudnia 2020 |
|       | 4     | 13      | 3 października 2022 | 26 czerwca 2023 |

## Lista odcinków

### Sezon 1 (2018)
| #  | Tytuł | Premiera w Japonii |
| -- | --- | ------------------ |
| 1  | Wenkamuy Wenkamui (ウェンカムイ)                                                                              | 9 kwietnia 2018    |
| 2  | Nopperabo Nopperabō (のっぺらぼう)                                                                            | 16 kwietnia 2018   |
| 3  | Kamuy Mosir Kamui moshiri (カムイモシリ)                                                                      | 23 kwietnia 2018   |
| 4  | Grim Reaper Shinigami (死神)                                                                                  | 30 kwietnia 2018   |
| 5  | Race Kakeru (駆ける)                                                                                          | 7 maja 2018        |
| 6  | Hunter’s Soul Ryōshi no tamashī (猟師の魂)                                                                    | 14 maja 2018       |
| 7  | Complication Sakusō (錯綜)                                                                                    | 21 maja 2018       |
| 8  | Eyes of a Murderer Satsujinki no me (殺人鬼の目)                                                              | 28 maja 2018       |
| 9  | Gleaming Kirameku (煌めく)                                                                                    | 4 czerwca 2018     |
| 10 | Fellow Traveler Michizure (道連れ)                                                                            | 11 czerwca 2018    |
| 11 | Everybody, Get Together! It’s a Murder Hotel! Satsujin hoteru da yo zen'in shūgō!! (殺人ホテルだよ全員集合!!) | 18 czerwca 2018    |
| 12 | Trickster Fox Taburakasu kitsune (誑かす狐)                                                                   | 25 czerwca 2018    |

### Sezon 2 (2018)
| #  | Tytuł | Premiera w Japonii   |
| -- | --- | -------------------- |
| 13 | Edogai-kun (江渡貝くん) | 8 października 2018  |
| 14 | Fakes Magaimono (まがいもの) | 15 października 2018 |
| 15 | Let’s Talk About the Past Mukashi no hanashi wo shiyō (昔の話をしよう)                                                               | 22 października 2018 |
| 16 | The Great Plan to Infiltrate the Asahikawa 7th Division!! Asahikawa daishichi shidan sen nyū daisakusen!! (旭川第七師団潜入大作戦!!) | 29 października 2018 |
| 17 | Inside the Belly Hara no naka (腹の中)                                                                                               | 6 listopada 2018     |
| 18 | Ani Nekko Ani nekko (阿仁根っ子) | 13 listopada 2018    |
| 19 | Kamuy Hopunire Kamui hopunire (カムイホプニレ)                                                                                       | 20 listopada 2018    |
| 20 | Blue Eyes Aoi me (青い眼) | 27 listopada 2018    |
| 21 | The Sound of an Ambush Kishū no ne (奇襲の音)                                                                                        | 3 grudnia 2018       |
| 22 | On the Night of the New Moon Shingetsu no yoru ni (新月の夜に)                                                                       | 10 grudnia 2018      |
| 23 | Overwhelmed Jūrin (蹂躙) | 17 grudnia 2018      |
| 24 | Call Out Koō (呼応) | 24 grudnia 2018      |

### Sezon 3 (2020)
| #  | Tytuł                                                                                            | Premiera w Japonii   |
| -- | ------------------------------------------------------------------------------------------------ | -------------------- |
| 25 | To Karafuto Karafuto e (樺太へ)                                                                  | 5 października 2020  |
| 26 | Stenka Suchenka (スチェンカ)                                                                     | 12 października 2020 |
| 27 | Igogusa (いご草)                                                                                 | 18 października 2020 |
| 28 | The Immortal Sugimoto Harakiri Show Fujimi no Sugimoto harakiri shō (不死身の杉元ハラキリショー) | 26 października 2020 |
| 29 | The Border Kokkyō (国境)                                                                         | 2 listopada 2020     |
| 30 | Bad Sign Aku chō (悪兆)                                                                          | 9 listopada 2020     |
| 31 | Meko Oyasi Meko oyashi (メコオヤシ)                                                              | 16 listopada 2020    |
| 32 | Manslayer Hitokiri (人斬り)                                                                      | 23 listopada 2020    |
| 33 | Revolutionary Kakumeigo (革命家)                                                                 | 30 listopada 2020    |
| 34 | Catching Up to the Wolf Ōkami ni oitsuku (狼においつく)                                          | 7 grudnia 2020       |
| 35 | Sin and Impurity Tsumikegare (罪穢れ)                                                            | 14 grudnia 2020      |
| 36 | To Live Ikiru (生きる)                                                                           | 21 grudnia 2020      |

### Sezon 4 (2022–23)
| #  | Tytuł                                            | Premiera w Japonii   |
| -- | ------------------------------------------------ | -------------------- |
| 37 | Rushin’ Outta Russia Abayo Roshia (あばよロシア) | 3 października 2022  |
| 38 | Cocoon Mayu (繭)                                 | 10 października 2022 |
| 39 | The Smell of Sulfur Iō no nioi (硫黄のにおい)    | 17 października 2022 |
| 40 | Spoiled Rich Kid Bonbon (ボンボン)               | 24 października 2022 |
| 41 | Cinematograph Shinematogurafu (シネマトグラフ)   | 31 października 2022 |
| 42 | Sweet Lies Amai uso (甘い嘘)                     | 7 listopada 2022     |
| 43 | Fleeing Karafuto Karafuto dasshutsu (樺太脱出)   | 15 maja 2023         |
| 44 | Brown Bear Man Higuma otoko (ヒグマ男)           | 22 maja 2023         |
| 45 | Partner in Crime Kyōhansha (共犯者)              | 29 maja 2023         |
| 46 | Perfect Mother Kanpekina haha (完璧な母)         | 5 czerwca 2023       |
| 47 | Steamship Jōkisen (蒸気船)                       | 12 czerwca 2023      |
| 48 | Discharge Hassha (発射)                          | 19 czerwca 2023      |
| 49 | The Vanished Kamuy Kieta kamui (消えたカムイ)    | 26 czerwca 2023      |